# Kamienica przy ul. Dąbrowskiego 8 w Poznaniu
Kamienica przy ul. Dąbrowskiego 8 – międzywojenna, pięciokondygnacyjna kamienica zlokalizowana w Poznaniu, na Jeżycach, przy ul. Dąbrowskiego 8 (południowa pierzeja).
Obiekt wzniesiono w latach 1935-1938 według projektu Jana Kossowskiego, architekta z Bydgoszczy. Styl okrętowy (streamline style), w jakim go wybudowano nie był w Poznaniu tak popularny, jak np. w Gdyni, co powoduje, że jest dla miasta obiektem dość nietypowym. Charakterystyczne dla budynku są obłe wykusze, biegnące pionowo przez wszystkie kondygnacje. Otwory okienne podkreślają z kolei orientację horyzontalną kamienicy. Parter przeznaczono na sklepy, a piętra na mieszkania średniego standardu (trzy lub cztery pokoje). 
W pobliżu kamienicy znajdują się m.in.: gmach ZUS, dawna Izba Rolnicza, zespół rezydencji jeżyckich oraz Teatr Nowy.